# Stato libero di Schaumburg-Lippe
Lo Stato libero di Schaumburg-Lippe (in tedesco: Freistaat Schaumburg-Lippe) fu uno Stato della Germania dal 1918 al 1933 formatosi durante la Repubblica di Weimar. La capitale era Bückeburg.

## Storia
Lo Stato libero di Schaumburg-Lippe si formò dopo la fine del Principato di Schaumburg-Lippe dovuta al crollo della monarchia in Germania a seguito della rivoluzione per la fine della prima guerra mondiale nel 1918, dopo l'abdicazione dell'ultimo principe Adolfo II.
Nel 1933, dopo la presa di potere in Germania da parte del nazismo, lo Stato venne de facto abolito.
Il 1º novembre 1946, per decisione dell'occupante britannico, lo Stato libero di Schaumburg-Lippe venne fuso con gli stati di Brunswick, Hannover e Oldenburgo formando il nuovo Land della Bassa Sassonia.

## Presidenti dello Stato libero di Schaumburg-Lippe
|                                   | Nome                     | Inizio dell'incarico | Fine dell'incarico | Partito           |
| Ministro di Stato                 | Ministro di Stato        | Ministro di Stato    | Ministro di Stato  | Ministro di Stato |
| --------------------------------- | ------------------------ | -------------------- | ------------------ | ----------------- |
| 1                                 | Friedrich von Feilitzsch | 15 novembre 1918     | 3 dicembre 1918    | Indipendente      |
| Presidente del Consiglio di Stato |                          |                      |                    |                   |
| 1                                 | Heinrich Lorenz          | 4 dicembre 1918      | 14 marzo 1919      | SPD               |
| Consigliere di Stato              |                          |                      |                    |                   |
| 1                                 | Otto Bönners             | 14 marzo 1919        | 22 maggio 1922     | Indipendente      |
| 2                                 | Konrad Wippermann        | 22 maggio 1922       | 28 maggio 1925     | Indipendente      |
| 3                                 | Erich Steinbrecher       | 28 maggio 1925       | 7 ottobre 1927     | SPD               |
| 4                                 | Heinrich Lorenz          | 7 ottobre 1927       | 7 marzo 1933       | SDP               |
| 5                                 | Hans Joachim Riecke      | 1º aprile 1933       | 23 maggio 1933     | NSDAP             |
| Presidente                        |                          |                      |                    |                   |
| 1                                 | Karl Dreier              | 25 maggio 1933       | marzo 1945         | NSDAP             |
| Reichsstatthalter                 |                          |                      |                    |                   |
| 1                                 | Alfred Meyer             | 16 maggio 1933       | 4 aprile 1945      | NSDAP             |
| Ministro                          |                          |                      |                    |                   |
| 1                                 | Heinrich Hermann Drake   | 1945                 | 30 aprile 1946     | SPD               |